# انديكان (مقاطعة دورود)
انديكان (بالفارسية: اندیکان) هي قرية تقع في قسم دورود الريفي (مقاطعة دورود) في إيران. يقدر عدد سكانها بـ 41 نسمة بحسب إحصاء 2016.